# نگخوجن
نگخوجن (به لاتین: Niechodzin) یک روستا در لهستان است که در گمینا چیخانوو واقع شده‌است.